# Девід Гарбор
Девід Кеннет Гарбор (англ. David Kenneth Harbour; нар. 10 квітня 1975) — американський актор, відомий роллю Джима Гопера в науково-фантастичному серіалі Netflix «Дивні дива», за яку він отримав премію «Вибір телевізійних критиків», а також номінації на премії «Еммі» та «Золотий глобус»

## Життєпис
Гарбор народився 10 квітня 1975 року в місті Вайт-Плейнс, Нью-Йорк в сім'ї Кеннет і Ненсі (до шлюбу Райлі) Гарбор. Його батьки працюють у сфері нерухомості: мати в житловій галузі, а батько в комерційній. У 1997 році Гарбор закінчив Дартмутський коледж у Ганновері, штат Нью-Гемпшир.

## Кар'єра
Професійна кар'єра Гарбора почалася в 1999 році на Бродвеї, де він зіграв у п'єсі «Продавець дощу». У тому ж році він отримав невелику роль офіціанта в одному з епізодів телесеріалу «Закон і порядок». У 2005 Гарбор був номінований на премію «Тоні» за роль в постановці «Хто боїться Вірджинії Вульф?».
У 2000-х Девід Харбор отримує помітні ролі в фільмі про Джеймса Бонда «Квант милосердя», також «Життя спочатку» і «Ігри влади».
Справжню популярність Гарбору принесла роль шерифа Джима Гоппера у науково-фантастичному серіалі «Дивні дива».

## Фільмографія

### Кіно
| Рік  | Назва                                          | Роль                 | Примітки         |
| ---- | ---------------------------------------------- | -------------------- | ---------------- |
| 2004 | Кінсі                                          | Роберт Кінсі         |                  |
| 2005 | Confess                                        | агент ФБР МакАлістер |                  |
| 2005 | Горбата гора                                   | Рендалл Мелоун       |                  |
| 2005 | Війна світів                                   | портовий працівник   | видалена сцена   |
| 2006 | The Wedding Weekend                            | Девід                |                  |
| 2007 | Наркоз                                         | Дракула              |                  |
| 2008 | Життя спочатку                                 | Шеп Кемпбел          |                  |
| 2008 | Квант милосердя                                | Грегг Бім            |                  |
| 2009 | Ігри влади                                     | інсайдер PointCorp   |                  |
| 2010 | Every Day                                      | Брайан               |                  |
| 2011 | Зелений шершень                                | Френк Сканлон        |                  |
| 2011 | Ми. Віримо у кохання                           | Ернест Сімпсон       |                  |
| 2012 | Патруль                                        | Ван Хаузер           |                  |
| 2012 | Between Us                                     | Джоел                |                  |
| 2012 | Битва на ножах                                 | Стівен Ґрін          |                  |
| 2013 | Стукач                                         | Джей Прайс           |                  |
| 2013 | Паркленд                                       | Джеймс Ґордон Шанкін |                  |
| 2014 | X/Y                                            | Тодд                 |                  |
| 2014 | Прогулянка серед могил                         | Рей                  |                  |
| 2014 | Праведник                                      | Френк Мастерс        |                  |
| 2015 | Чорна меса                                     | Джон Морріс          |                  |
| 2016 | Загін самогубців                               | Декстер Толлівер     |                  |
| 2017 | Безсонна ніч                                   | Даґ Деннісон         |                  |
| 2019 | Хеллбой                                        | Хеллбой              |                  |
| 2019 | Frankenstein's Monster's Monster, Frankenstein | Франкенштейн         | короткометражний |
| 2020 | Евакуація                                      | Гаспар               |                  |
| 2021 | Чорна вдова                                    | Червоний вартовий    |                  |
| 2021 | Без різких рухів                               | Метт Вертц           |                  |
| 2022 | Люта нічка                                     | Санта-Клаус          |                  |
| 2023 | Ґран Туризмо                                   | Джек Солтер          |                  |
| 2023 | У нас є привид                                 | Ернест               |                  |
| 2024 | Ніч жаху в зоопарку                            | Ден                  | голос            |
| 2025 | Профі                                          | Ганні Лефферті       |                  |
| 2025 | Громовержці*                                   | Червоний вартовий    |                  |
| 2026 | Цап-забивайло                                  | Арчі Евергардт       | голос            |
| 2026 | Месники: Судний день                           | Червоний вартовий    |                  |
| 2026 | Люта нічка 2                                   | Санта-Клаус          |                  |

### Телебачення
| Рік     | Назва                               | Роль                           | Примітки                                          |
| ------- | ----------------------------------- | ------------------------------ | ------------------------------------------------- |
| 1999    | Закон і порядок                     | Майк                           | Епізод: "Patsy"                                   |
| 2002    | Закон і порядок: Спеціальний корпус | Террі Джессап                  | Епізод: "Dolls"                                   |
| 2003    | Hack                                | Крістофер Кларк                | Епізод: "Presumed Guilty"                         |
| 2004    | Закон і порядок: Злочинні наміри    | Веслі Джон Кендерсон           | Епізод: "Silver Lining"                           |
| 2006    | The Book of Daniel                  | Кевін Ворвік                   | Епізод: "Acceptance"                              |
| 2007    | The Unit                            | Гарі Вебер                     | Епізод: "Five Brothers"                           |
| 2008    | Закон і порядок                     | Джей Карлін                    | Епізод: "Submission"                              |
| 2009    | Закон і порядок: Злочинні наміри    | Пол Девілдіс                   | Епізод: "Family Values"                           |
| 2009    | Теорія брехні                       | Френк Амброуз                  | Епізод: "The Better Half"                         |
| 2009    | Дорогий доктор                      | Ден Семюельс                   | Епізод: "It's Like Jamais Vu All Over Again"      |
| 2011–12 | Пан Амерікан                        | Роджер Андерсон                | 6 епізодів                                        |
| 2012–14 | Новини                              | Еліот Хірш                     | 10 епізодів                                       |
| 2013    | Елементарно                         | доктор Мейсон Болдуін          | Епізод: "Lesser Evils"                            |
| 2014    | Rake                                | Девід Поттер                   | 11 епізодів                                       |
| 2014    | Мангеттен                           | доктор Рід Ейклі               | 10 епізодів                                       |
| 2014–15 | State of Affairs                    | Девід Патрік                   | 13 епізодів                                       |
| 2015–16 | Банші                               | Роберт Далтон                  | 2 епізоди                                         |
| 2016    | Криза в шести сценах                | Вік                            | Епізод: "#1.2"                                    |
| 2016–25 | Дивні дива                          | Джим Гоппер                    | Головна роль                                      |
| 2018    | Історія напідпитку                  | Голова В'єтнамського меморіалу | Епізод: "Underdogs"                               |
| 2018    | Animals                             | Сокіл (голос)                  | Епізод: "Roachella"                               |
| 2019    | El Hormiguero                       | гість                          | телешоу; Епізод: "David Harbour"                  |
| 2019    | Суботнього вечора в прямому ефірі   | гість                          | телешоу; Епізод: "David Harbour / Camila Cabello" |
| 2020    | Сімпсони                            | Фред Кранепул                  | голос; Епізод: "Undercover Burns"                 |
| 2021    | Команда К                           | Рік Бак                        | голос; 10 епізодів                                |
| 2021    | Зоряні війни: Видіння               | Таджин                         | голос; Епізод: "The Elder"                        |
| 2024    | Монстри Коммандос                   | Ерік Франкенштейн              | голос; основна роль                               |
| 2024    | А що як...?                         | Червоний вартовий              | голос, 2 епізоди                                  |
| 2025    | Новобранець                         | охоронець                      | Епізод: "Out of Pocket"                           |
| 2025    | Marvel Зомбі                        | Червоний вартовий              | голос                                             |

### Відеоігри
| Рік  | Назва             | Роль          | Примітки            |
| ---- | ----------------- | ------------- | ------------------- |
| 2024 | Alone in the Dark | Едвард Карнбі | голос і зовнішність |

## Нагороди й номінації
| Рік                            | Категорія                                                                  | Робота     | Результат |
| ------------------------------ | -------------------------------------------------------------------------- | ---------- | --------- |
| «Золотий глобус»               |                                                                            |            |           |
| 2018                           | Найкраща чоловіча роль другого плану в серіалі, мінісеріалі або телефільмі | Дивні дива | Номінація |
| «Еммі»                         |                                                                            |            |           |
| 2017                           | Найкраща чоловіча роль другого плану в драматичному телесеріалі            | Дивні дива | Номінація |
| 2018                           | Найкраща чоловіча роль другого плану в драматичному телесеріалі            | Дивні дива | Номінація |
| Премія Гільдії кіноакторів США |                                                                            |            |           |
| 2017                           | Найкращий акторський склад у драматичному телесеріалі                      | Дивні дива | Перемога  |
| 2018                           | Найкраща чоловіча роль у драматичному телесеріалі                          | Дивні дива | Номінація |
| 2018                           | Найкращий акторський склад у драматичному телесеріалі                      | Дивні дива | Номінація |
| 2020                           | Найкраща чоловіча роль у драматичному телесеріалі                          | Дивні дива | Номінація |
| 2020                           | Найкращий акторський склад у драматичному телесеріалі                      | Дивні дива | Номінація |
| «Вибір телевізійних критиків»  |                                                                            |            |           |
| 2018                           | Найкраща чоловіча роль другого плану в драматичному телесеріалі            | Дивні дива | Перемога  |